# Linie II des MfS

Wappen des Ministeriums für Staatssicherheit der DDR

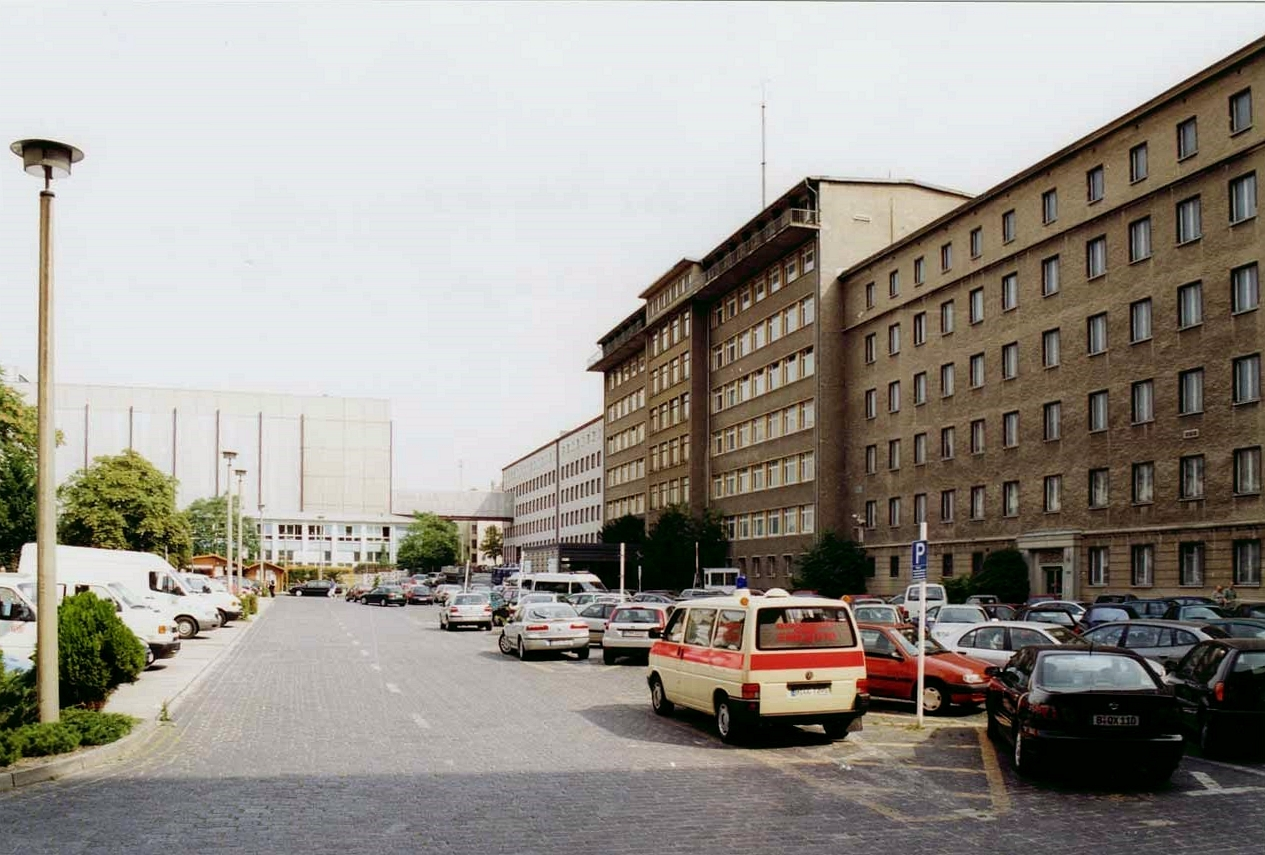
MfS-Zentrale: Vorne rechts das Haus 1, dahinter das Haus 2, Sitz der HA II

Die Linie II war ein Arbeitsbereich des Ministeriums für Staatssicherheit (MfS) der DDR. Die von 1953 bis zur MfS-Auflösung 1990 bestehende Linie II war zuständig für die innere und äußere Spionageabwehr, also die Aufdeckung und Abwehr geheimdienstlicher Angriffe gegen die DDR auf politischem, ökonomischem und militärischem Gebiet. Da das SED-Regime hinter Handlungen, die gegen die DDR gerichtet waren, zumeist feindliche Geheimdienste vermutete, waren die Kompetenzen der Linie II entsprechend weit gefasst und gingen deutlich über die einer „klassischen“ Spionageabwehr hinaus. Die Linie II umfasste die Abteilungen II der 15 Bezirksverwaltungen (BV), einzelne Arbeitsgruppen und Mitarbeiter auf der Ebene der Kreisdienststellen sowie die zugehörige Hauptabteilung II (HA II) mit Sitz in der Zentrale des Ministeriums für Staatssicherheit in Berlin-Lichtenberg.

## Aufgaben
Die Spionageabwehr des MfS übernahm zunächst die klassischen Aufgaben defensiver Abwehr feindlicher Spione. So legte das Politbüro der SED in einem Beschluss vom 23. September 1953 die „Durchführung einer aktiven Spionageabwehr in Westdeutschland und Westberlin sowie auf dem Territorium der Deutschen Demokratischen Republik“ mit dem Ziel der „Aufdeckung der Pläne und Absichten des Feindes sowie der […] eingeschleusten Agenten der feindlichen Spionagedienste“ als eine der Hauptaufgaben des MfS fest. Im Kontext des Kalten Krieges bildeten die Geheimdienste der Bundesrepublik Deutschland sowie der mit ihr verbündeten Staaten – letztere insbesondere dann, wenn sich ihre Aktivitäten gegen Einrichtungen der Sowjetunion innerhalb der DDR richteten – den primären Gegner der MfS-Spionageabwehr.
Da hinter Handlungen, die gegen die DDR gerichtet waren (wie oppositionelles und politisch widerständiges Verhalten), stets das Wirken feindlicher Geheimdienste vermutet wurde, waren die Aktivitätsfelder der Linie II entsprechend weit gefasst und schlossen auch eine offensive, „äußere Spionageabwehr“ mit ein. Konkret bedeutete dies:
- Aufdeckung und Abwehr geheimdienstlicher Angriffe gegen die DDR
- Aufklärung von Organisationen, die aus der Bundesrepublik oder anderen westlichen Staaten heraus gegen die DDR operierten (beispielsweise das Gesamtdeutsche Institut, Ostbüros, die Kampfgruppe gegen Unmenschlichkeit oder der Untersuchungsausschuss Freiheitlicher Juristen)
- Zusammenführung aller bei der Spionageabwehr gewonnenen Erkenntnisse und Einschätzung der „politisch-operativen Lage“
- Gewährleistung der inneren Sicherheit im MfS (Überwachung der eigenen Mitarbeiter, Sicherheitsüberprüfung externer Mitarbeiter)
- Sicherung der DDR-Auslandsvertretungen sowie Überwachung der ausländischen Vertretungen innerhalb der DDR
- Kontrolle von in der DDR gemeldeten Ausländern, darunter vor allem akkreditierte Journalisten und Korrespondenten westlicher Medien
- Absicherung der Zusammenarbeit der SED mit Parteien in der Bundesrepublik

In diesen Fragen besaß sie die Federführung gegenüber allen anderen Abteilungen des MfS. Die Aufgaben der Gegenspionage gab sie hingegen 1973 an die Hauptverwaltung A (HV A) ab.
Bei der Durchführung ihrer Aufgaben profitierte die Spionageabwehr des MfS von der geschlossenen Gesellschaft der DDR und den sich daraus ergebenen Möglichkeiten einer umfassenden Observation, Funk-, Post und Telefonkontrolle. Während der Fokus zunächst auf der abschreckenden Wirkung von medial inszenierten Schauprozessen lag, wandelte sich der Charakter der MfS-Spionageabwehr in den 1970er Jahren zunehmend in Richtung einer präventiven Verhinderung feindlicher Spionage.

## Geschichte

### Vorläufer und Gründung
Im Kontext des Kalten Krieges maß die DDR-Führung der Spionageabwehr von Beginn an eine hohe Bedeutung bei. Anfangs lag sie im Zuständigkeitsbereich der im Wesentlichen von Instrukteuren des sowjetischen Staatssicherheitsdienstes (MGB) aufgebauten Abteilung IV des jungen MfS in Berlin und den entsprechenden Abteilungen der Landesverwaltungen (und ab Sommer 1952 Bezirksverwaltungen). Jede dieser Abteilungen bestand ihrerseits aus jeweils einem Referat für westdeutsche, amerikanische, britische und französische Geheimdienstaktivitäten, sowie einem fünften Referat für Aufgaben, die keinem der genannten Geheimdienste zugeordnet werden konnten. Die Abteilung IV wurde nacheinander von Oberstleutnant Werner Kukelski, Paul Rumpelt und Rolf Markert (eigentlich Helmut Thiemann) geleitet. Parallel hierzu existierte seit 1952 die für Spionageaktivitäten in der Bundesrepublik zuständige Abteilung II, die von Oberst Josef Kiefel geleitet wurde. Per Befehl Wilhelm Zaissers betrieb sie „operative Agenturarbeit“ und warb Agenten in Westdeutschland an. Die Hauptabteilung II entstand am 25. November 1953 aus der Zusammenlegung der Abteilungen II (Spionage in der BRD) und IV (Spionageabwehr). Sie bestand ähnlich wie ihr Vorgänger zunächst aus vier Abteilungen, die jeweils die Aktivitäten eines westalliierten und westdeutschen Geheimdienstes abzudecken hatte. Die Leitung der HA II übernahm Josef Kiefel.

### „Konzentrierte Schläge“ der 1950er Jahre

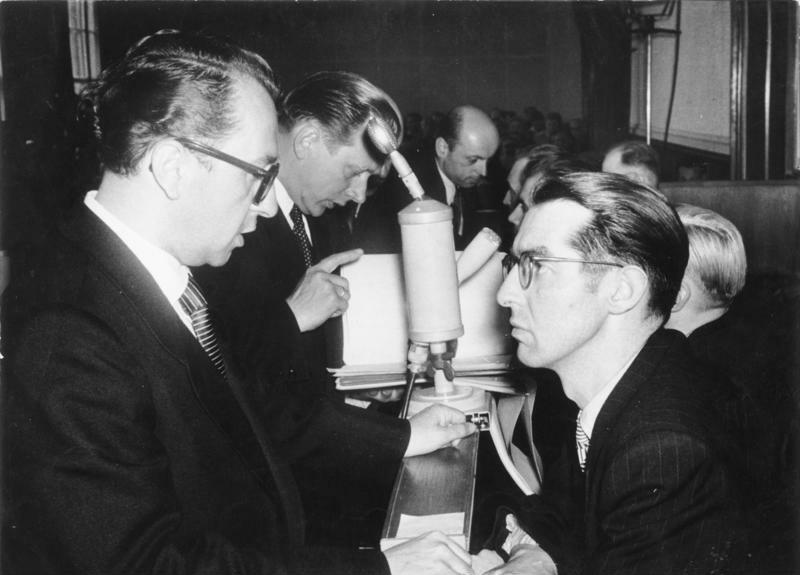
Foto vom Prozess gegen Mitglieder der Kampfgruppe gegen Unmenschlichkeit (KgU). In einem Schauprozess wurde Gerhard Benkowitz (re.) im Juni 1955 zum Tode verurteilt und wenig später hingerichtet.

In den 1950er Jahren gelang der HA II eine Reihe von Großaktionen gegen westliche Geheimdienste. Dieses Vorgehen wurde MfS-intern als Taktik der „konzentrierten Schläge“ bezeichnet. So führten zwischen Oktober 1953 und August 1954 die Aktionen „Feuerwerk“ und „Pfeil“ zur Verhaftung von insgesamt 665 Personen, die verdächtigt wurden, für die Organisation Gehlen oder den amerikanischen oder französischen Geheimdienst tätig zu sein. Weitere 380 Personen folgten 1955 in drei Großaktionen. In Schauprozessen wurden die tatsächlichen und vermeintlichen Agenten zumeist zu hohen Haftstrafen verurteilt, in mindestens zehn Fällen sogar hingerichtet. Möglich geworden war dies durch den Doppelagenten Horst Hesse, der zuvor zwei Panzerschränke mit der kompletten Agentenkartei des amerikanischen Militärspionagedienstes in Deutschland aus der MID-Zentrale in Würzburg entwendet hatte. Zudem führte die HA II eine Vielzahl von Einbrüchen, Sprengstoffattentaten und Menschenraubaktionen durch. Darüber hinaus sicherte die HA II im Auftrag der SED die Abteilung „Verkehr“ (also Kontakte in die Bundesrepublik) sowie den „Freiheitssender 904“ ab und unterstützte die in der Bundesrepublik seit 1956 verbotene Kommunistische Partei Deutschlands.
Ab Mitte der 1950er Jahre vollzog die HA II eine Reihe von Strukturveränderungen. Als Reaktion auf demokratische Reformbewegungen in Ungarn (im Vorfeld des Volksaufstandes 1956) intensivierte das MfS seine Zusammenarbeit mit den Geheimdiensten anderer sozialistischer Staaten. Hierfür wurde eine eigene Abteilung gegründet. Die für die westdeutschen Geheimdienste zuständige Abteilung 4 wurde im Januar 1958 in separate Abteilungen für Bundesnachrichtendienst und Verfassungsschutz aufgeteilt. Die Leitung der HA II übernahm ab Februar 1960 Werner Grünert.

### Veränderte Bedingungen nach dem Mauerbau

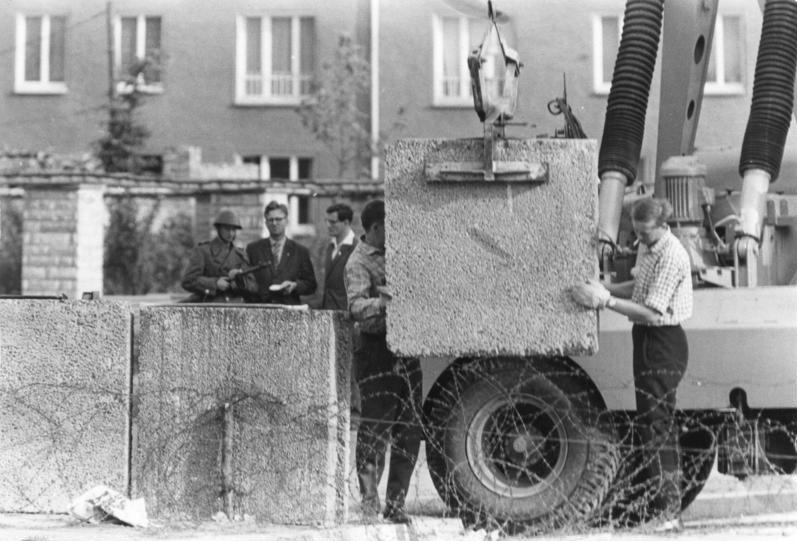
Bau der Berliner Mauer 1961

Weitere organisatorische Veränderungen ergaben sich durch das veränderte Anforderungsprofil infolge des Mauerbaus. Durch die nunmehr vollständige Schließung der Grenzen wurde die Arbeit für westliche Geheimdienste auf dem Gebiet der DDR erschwert. Daher entschloss sich das MfS 1964 zu einer Trennung von „offensiver“ und „innerer Abwehr“. Während die Abteilungen 1 und 2 (bisher amerikanische und britische Geheimdienste) erstere für ausländische oder westdeutsche Geheimdienste übernahmen, oblag die Verantwortung für letztere künftig den Abteilungen 3 und 4 (zuvor französischer Geheimdienst und BND). Zu den Aufgaben der HA II gehörte fortan auch das Aufspüren von Tunnelbauten aus West-Berlin nach Ost-Berlin, von denen bis 1966 insgesamt 287 entdeckt wurden. Zwischen 1960 und 1966 wurden mindestens 644 Personen wegen des Verdachts auf Spionagetätigkeit festgenommen.

### Die Linie II im Kontext internationaler Entspannung
Auch infolge der neuen Ostpolitik der Regierung Brandt ergaben sich für die HA II neue Aufgabenstellungen. Durch die gestiegene internationale Anerkennung der DDR (zum Jahresende 1973 unterhielt sie diplomatische Beziehungen zu 109 Staaten) entstanden neue Sicherungsbereiche wie DDR-Vertretungen im westlichen Ausland und Botschaften der westeuropäischen Länder in Ost-Berlin. Gleichzeitig gab die HA II andere Kompetenzen ab, da mit dem Befehl 14/73 der HV A die Zuständigkeit für die äußere Spionageabwehr (Gegenspionage) übertragen wurde. Einige der Kompetenzen erhielt die Linie II jedoch 1976/77 zurück. Zudem war sie ab 1974/1975 auch für die Sicherung des Ministeriums für Auswärtige Angelegenheiten (MfAA) sowie für die Absicherung und Aufklärung westlicher Korrespondenten und Journalisten zuständig. Hierfür sollte sie inoffizielle Mitarbeiter in die zentralen westlichen Publikationsorgane sowie ins private Umfeld von Journalisten einschleusen. Diese hatten die Aufgabe, Kollegen „abzuschöpfen“ und so die Informationen zu sammeln, die auch zum Entzug der Akkreditierung westlicher Korrespondenten wie Lothar Loewe oder der Schließung des Ost-Berliner Büros des Nachrichtenmagazins Der Spiegel führten. Besonders der Kontakt westlicher Journalisten zu den Botschaften ihrer jeweiligen Herkunftsländern wurde dabei als Agententätigkeit interpretiert.
Auch qualitativ war die Arbeit der Linie II Änderungen unterworfen, da das SED-Regime auch bei der Abwehrarbeit gegen diplomatische Vertretungen mehr Rücksicht auf das internationale Ansehen der DDR forderte. Die „konzentrierten Schläge“ der 1950er Jahre und ihre anschließende propagandistische Ausschlachtung in Schauprozessen waren im Umfeld einer internationalen Entspannungspolitik nicht mehr möglich. Stattdessen wurde die Zusammenarbeit mit dem MfAA verstärkt.

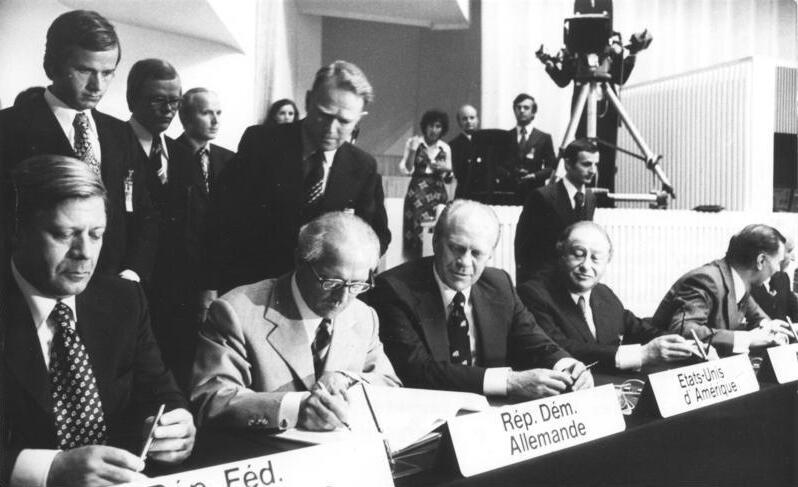
Helmut Schmidt und Erich Honecker unterzeichnen die KSZE-Schlussakte 1975

1973 nahm die DDR an der Konferenz über Sicherheit und Zusammenarbeit in Europa (KSZE) teil, auf der neben wirtschaftlichen Vereinbarungen und der Anerkennung der Souveränitätsrechte der teilnehmenden Staaten auch Fragen der Menschenrechte behandelt wurden. Mit Unterzeichnung der KSZE-Schlussakte 1975 erklärte sich die DDR zu deren Einhaltung bereit. Zudem verpflichtete sich die DDR, die geltenden Reisebestimmungen zu lockern. So verdreifachte sich der Reiseverkehr aus der Bundesrepublik von 1969 bis 1975, sodass 1975 3,5 Millionen West-Berliner in die DDR reisten. Zugleich durften 40.000 Rentner aus der DDR die Bundesrepublik bereisen. Zur Kontrolle des Reiseverkehrs wurde die Linie II überproportional vergrößert hin zu einer flächendeckenden „Spionageabwehr“.
Mit der gestiegenen diplomatischen Anerkennung der DDR und der Errichtung westlicher Botschaften stieg auch die Zahl deren Besucher an. So wendeten sich 1982 rund 6.000 Menschen hilfesuchend an die Ständige Vertretung der BRD in der DDR. Ebenso stieg die Zahl an Fluchten von DDR-Bürgern in die Botschaften westlicher Staaten infolge der immer unüberwindbarer werdenden innerdeutschen Grenze rapide an. Alleine 1984 registrierte die Linie II 600 derartiger Fluchten und nahm allein zwischen dem 20. Januar und dem 9. Februar 1984 insgesamt 153 „Botschaftsflüchtlinge“ fest. Diese Praxis wurde jedoch wenig später aus Angst um die Reputation der DDR eingestellt. Stattdessen wurden beim Verlassen der Botschaft lediglich die Personalien des Besuchers erfasst. Der zunehmenden Verlagerung der Botschaftsfluchten auf die bundesdeutschen Vertretungen in Prag, Budapest und Warschau Ende der 1980er Jahre hatte das MfS nichts mehr entgegenzusetzen.
Günther Kratsch löste im Februar 1976 Werner Grünert als bisherigen Leiter der HA II ab. Unter seiner Führung übernahm die Linie II ab 1978 auch den Schutz und die Sicherung der Botschaft der UdSSR in der DDR.
In ihrer Funktion als offensives, äußeres Spionageabwehrorgan beschäftigte die HA II diverse Doppelagenten in westdeutschen Geheimdiensten sowie dem West-Berliner Verfassungsschutz. Hochrangigstes Beispiel ist der Fall Joachim Krase, der als Vizechef des Militärischen Abschirmdienstes (MAD) zugleich für das MfS tätig war. Jedoch gab es auch Fälle von Überläufern in den eigenen Reihen. So setzte sich beispielsweise Werner Stiller 1979 als Mitarbeiter der HV A in die BRD ab. Dies führte zu verstärkten Anstrengungen im Bereich der „inneren Sicherheit“ des MfS – also der Überwachung der eigenen Mitarbeiter.
Um der fortschreitenden Devisenknappheit der DDR entgegenzuwirken, hatte der Bereich Kommerzielle Koordinierung im westlichen Ausland eine Vielzahl von Tarnfirmen in SED-Besitz gegründet oder übernommen. Ihr Schutz wurde 1980 der HA II übertragen. Die leitenden Mitarbeiter dieser Firmen wurden vom Leiter der Abteilung „Verkehr“ des ZK der SED bestimmt und setzten sich überwiegend aus inoffiziellen DKP-Mitgliedern zusammen. Um die Aktivitäten westlicher Geheimdienste gegen SED-Firmen aufzudecken, überwachte die HA II systematisch deren Mitarbeiter sowie deren Ehepartner. Der enge Kontakt zu westdeutschen Kommunisten machte auch eine Absicherung aller Nachrichtenverbindungen zwischen dem ZK der SED und der westdeutschen KPD später DKP (ab 1968) erforderlich. Auch diesen übernahm die Linie II. Zum Schutz der SEW bearbeitete sie auch den Verfassungsschutz von West-Berlin.
Ab 1980 kam es in der Volksrepublik Polen vermehrt zu Streiks, die schließlich in die Gründung der freien Gewerkschaft Solidarność und die Ausrufung des Kriegsrechts mündeten. Zur wirksameren Bekämpfung der Opposition in Polen und um ein Übergreifen der Bewegung auf die DDR zu verhindern, intensivierte die HA II ihre Zusammenarbeit mit der polnischen Spionageabwehr. Zudem beschloss die HA II 1984 eine engere Zusammenarbeit mit der Hauptverwaltung A. Da das MfS unzufrieden mit als zu gemäßigt eingestuftem Vorgehen polnischer Sicherheitskräfte gegen Oppositionelle war, wurde Polen als einziges osteuropäisches Land de facto zum „Operationsgebiet“ für das MfS. Bei der Sammlung von Informationen über die Lage in Polen erwies sich die Hauptabteilung II als federführend. So setzte sie in Polen ansässige DDR-Bürger als IM ein, Kontaktpersonen existierten auch im polnischen Innenministerium und der Polnischen Vereinigten Arbeiterpartei (PVAP).
Von 1970 bis 1989 nahm die Linie II insgesamt 170 Personen wegen Spionageverdachts fest, wovon das MfS 104 dem Bundesnachrichtendienst, 28 dem Bundesamt für Verfassungsschutz, zwei dem Militärischen Abschirmdienst, 33 den amerikanischen Geheimdiensten und drei anderen NATO-Geheimdiensten zuordnete.

### Auflösung

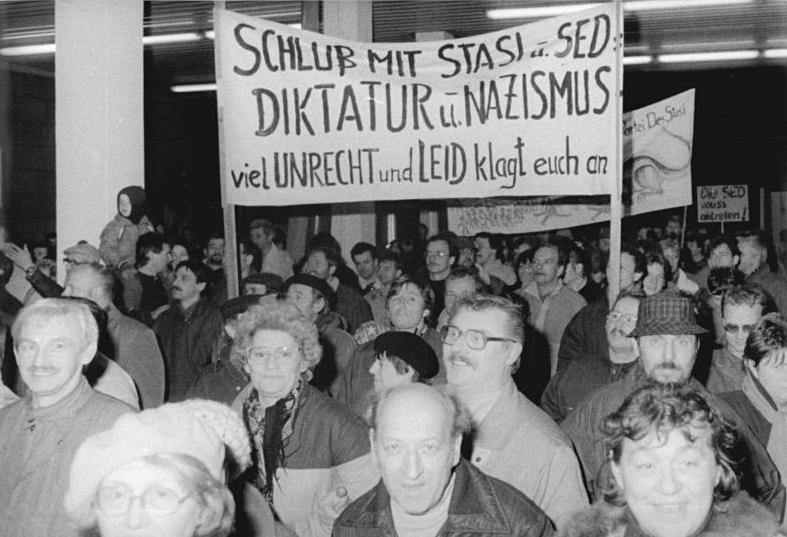
Bürger stürmen die Stasi-Zentrale in Berlin (1990)

1989 bearbeitete die Hauptabteilung noch insgesamt 258 Spionageverdachtsfälle. Dies lag auch an der verstärkten Aktivität der Geheimdienste der Bundesrepublik und der USA, welche politische, wirtschaftliche und militärische Informationen in der DDR sammelten. Dennoch stand mit der politischen Wende in der DDR die gesamte Legitimation des MfS zur Disposition. Auch zeigte die Linie II Ende 1989 erste Auflösungserscheinungen, einzelne Mitarbeiter liefen zum BND oder KGB über. Der letzte Bericht zur Arbeit der Spionageabwehr wurde am 15. Dezember 1989 angefertigt. Intern hatte die Vernichtung von Akten und der Veräußerung von Eigentum der Line II an Mitarbeiter bereits begonnen. Pläne für eine Reorganisation der Spionageabwehr scheiterten endgültig am 15. Januar 1990 mit dem Verzicht der Regierung Modrow auf die Neugründung eines Verfassungsschutzes. Am selben Tag besetzten Bürger die MfS-Zentrale in Berlin. Günther Kratsch wurde wie die meisten Hauptabteilungsleiter schon am 6. Dezember 1989 von seiner Funktion entbunden und am 31. Januar 1990 entlassen. Vom 6. Dezember 1989 bis zur endgültigen Auflösung des in Amt für Nationale Sicherheit umbenannten MfS leitete der vorige 1. Stellvertreter, Generalmajor Wolfgang Lohse die HA II.

## Struktur

Organigramm der HA II (1989)

Die zentrale Leitung der Linie II übernahm die Hauptabteilung II mit Sitz in der MfS-Zentrale in Berlin-Lichtenberg. Auf Bezirksebene unterhielten die Bezirksverwaltungen des MfS eigene Abteilungen II (Abt. II/BV), die für die lokale Umsetzung der beschlossenen Maßnahmen zuständig waren. Zudem waren auf Kreisebene vereinzelt Arbeitsgruppen oder einzelne Mitarbeiter der MfS-Kreisdienststellen (KD) für die Aufgaben der Spionageabwehr verantwortlich. Ihre Informationen und Ergebnisse gaben sie jedoch an die übergeordnete BV weiter.
Von 1953 bis 1955 war die Diensteinheit dem damals noch 1. Stellvertreter des Ministers für Staatssicherheit Erich Mielke unterstellt. Von 1955 bis 1982 unterstand sie dem Stellvertreter des Ministers, Bruno Beater. Nach dessen Tod übernahm Mielke – inzwischen Minister – wieder die Anleitung der Diensteinheit. Der Leiter der HA II und seine vier Stellvertreter leiteten jeweils mehrere der insgesamt 20 Abteilungen an. Hinzu kam ein Stab und vier Arbeitsgruppen, drei davon so genannte Funktionalorgane der Leitung. Zusätzlich verfügte die HA II über eine eigene SED-Parteiorganisation mit hauptamtlichem Parteiapparat und Sekretariat bei der Leitung.
Die folgende Darstellung der Abteilungen und Arbeitsgruppen stellen den Stand von 1989 dar. Im Verlauf ihrer Existenz führte die HA II jedoch zahlreiche strukturellen Veränderungen durch, die zum Teil im Abschnitt Geschichte näher erläutert sind.
| Struktureinheit                 | Abkürzung | Aufgaben | Leitung                              | Personalbestand (Stand: Ende 1988) |
| ------------------------------- | --------- | --- | ------------------------------------ | ---------------------------------- |
| Stab der HA                     | -         | Planung und Koordinierung, Leitzentrum für Sofortmaßnahmen im Mobilmachungsfall | Major Axel Uhlig                     | 030                                |
| Arbeitsgruppe des Leiters       | AG L      | Sekretariatsaufgaben, Mobilmachungsarbeit | Oberst Rudolf Sonntag                | 08                                 |
| Auswertungs- und Kontrollgruppe | AKG       | Erarbeitung von Grundsatzdokumenten, Speicherung operativer Informationen, Presseauswertung westlicher Medien | Oberstleutnant Siegfried Neubert     | 073                                |
| Arbeitsgruppe Koordinierung     | AG K      | Abstimmung aller Spionageabwehraktivitäten des MfS, zentrale Koordinierung der Arbeit von „inoffiziellen Mitarbeitern“ (IM) mit Verbindungen zu westlichen Geheimdiensten, Identifizierung von westlichen Agenten und ihren Zielpersonen | Oberstleutnant Wolfgang Mauersberger | 021                                |
| Arbeitsgruppe Ausländer         | AG A      | Kontrolle und Bearbeitung von in der DDR ansässigen Ausländern | Oberstleutnant Reiner Wiegand        | 036                                |
| Abteilung 01                    | HA II/1   | Abwehr nachrichtendienstlicher Angriffe gegen (ehemalige) Mitarbeiter des MfS, IM, sowie gegen Angehörige des KGB im Sondergebiet Berlin-Karlshorst und gegen die Sektion Kriminalistik an der Humboldt-Universität zu Berlin sowie Bearbeitung von Verdachtsfällen auf Doppelagententätigkeit unter inoffiziellen Mitarbeitern                                                                                     | Oberstleutnant Bernd Porstein        | 061                                |
| Abteilung 02                    | HA II/2   | Durchführung offensiver Maßnahmen gegen die Bundesrepublik Deutschland, besonders gegen den Bundesnachrichtendienst (BND), das Bundesamt sowie die Landesämter für Verfassungsschutz (BfV, LfV), den Militärischen Abschirmdienst (MAD), das Bundeskriminalamt (BKA), gegen Dienststellen von Polizei und Bundeswehr, Datenverarbeitungszentren, Massenmedien, politische Parteien und Menschenrechtsorganisationen | Oberst Erhard Schierhorn             | 057                                |
| Abteilung 03                    | HA II/3   | Bearbeitung von US-Bürgern, Diplomaten und CIA-Angehörigen auf dem Gebiet der DDR und West-Berlin | Oberstleutnant Bernd Häseler         | 054                                |
| Abteilung 04                    | HA II/4   | Militärspionageabwehr, Absicherung der in der DDR stationierten, sowjetischen Kernwaffen | Oberstleutnant Ulrich Holletz        | 051                                |
| Abteilung 05                    | HA II/5   | Fahndung nach postalischen Verbindungssystemen westlicher Geheimdienste zusammen mit der Hauptabteilung VI (Überwachung des grenzüberschreitenden Verkehrs) und der Abteilung M (Postkontrolle) | Oberstleutnant Wolfgang Stuchly      | 023                                |
| Abteilung 06                    | HA II/6   | Überwachung ehemaliger hochrangiger Geheimnisträger und Personen des öffentlichen Lebens, die unter Beobachtung westlicher Geheimdienste standen oder dem Ansehen der DDR schaden konnten | Major Frank Neuberger                | 042                                |
| Abteilung 07                    | HA II/7   | Bearbeitung sonstiger, nicht-sozialistischer Länder, 1956 in die HV A eingegliedert. Eine 1988 geplante Umwandlung der Arbeitsgruppe Ausländer zur Abteilung 7 wurde wegen der Auflösung des MfS nicht mehr durchgeführt. | -                                    | 0-                                 |
| Abteilung 08                    | HA II/8   | Logistik, Betreuung der konspirativen Objekte der HA II | Oberstleutnant Lothar Lätsch         | 136                                |
| Abteilung 09                    | HA II/9   | Bearbeitung westeuropäischer Geheimdienste (außer der Bundesrepublik Deutschland, Österreich und der Schweiz), schwerpunktmäßig britische und französische Geheimdienste | Oberst Fritz Scholz                  | 035                                |
| Abteilung 10                    | HA II/10  | Kooperation mit den Spionageabwehrabteilungen anderer Ostblock-Geheimdienste mit Operativgruppen in Moskau, Warschau, Prag, Budapest und Sofia | Oberst Willi Brückner                | 084                                |
| Abteilung 11                    | HA II/11  | Sicherung und Kontrolle der diplomatischen Einrichtungen in Berlin | Oberst Wolfgang Jacob                | 021                                |
| Abteilung 12                    | HA II/12  | Überwachung und Bearbeitung der Ständigen Vertretung der Bundesrepublik Deutschland sowie der Botschaften Österreichs und der Schweiz | Oberstleutnant Reiner Oertel         | 039                                |
| Abteilung 13                    | HA II/13  | Überwachung ausländischer Journalisten und Korrespondenten, Eindringen in die Redaktionen westlicher Publikationsorgane | Oberst Dieter Schaffer               | 065                                |
| Abteilung 14                    | HA II/14  | Abwehrarbeit im Ministerium für Auswärtige Angelegenheiten der DDR (MfAA) | Oberst Heinz Primus                  | 105                                |
| Abteilung 15                    | HA II/15  | Überwachung der Botschaften nichtsozialistischer außereuropäischer Staaten (außer der USA und Kanada) | Major Roland Ernst                   | 032                                |
| Abteilung 16                    | HA II/16  | technische Abteilung für die Entwicklung, Modifizierung und den Einsatz nachrichtendienstlicher Technik | Major Hans-Jörg Fröhlich             | 046                                |
| Abteilung 17                    | HA II/17  | Durchführung konspirativer Beobachtungsmaßnahmen | Oberst Heinz Hesselbarth             | 066                                |
| Abteilung 18                    | HA II/18  | Abwehr von terroristischen Handlungen | Oberst Gerhard Hempel                | 039                                |
| Abteilung 19                    | HA II/19  | Absicherung der SED-Verbindungen zu kommunistischen Parteien und Organisationen in der Bundesrepublik Deutschland, Unterstützung illegaler kommunistischer Parteien und Sicherung der Gruppe Ralf Forster | Oberst Ralf Bauer                    | 043                                |
| Abteilung 20                    | HA II/20  | Schutz der Botschaft der UdSSR | Oberst Gerhard Kaulfuß               | 184                                |
| Abteilung 21                    | HA II/21  | Außensicherung der MfS-Dienstobjekte in Berlin, Überwachung und Schutz von Wohngebieten, in denen sich MfS-Mitarbeiter konzentrierten | Oberstleutnant Harald Neubert        | 046                                |

## Mitarbeiter

### Leiter der Hauptabteilung
●  Werner Kukelski (erster Leiter Abteilung IV)
- Josef Kiefel (25. November 1953 – 13. Februar 1960)
- Werner Grünert (13. Februar 1960 – Februar 1976)
- Günther Kratsch (Februar 1976 – 6. Dezember 1989)
- Wolfgang Lohse (6. Dezember 1989 – Januar 1990)

### Personalentwicklung
Die Hauptabteilung II konnte ihren Personalbestand im Laufe ihres 36-jährigen Bestehens schrittweise ausbauen. Verfügte sie 1954 über eine Personalstärke von 156 Mitarbeitern, wuchs diese bis Ende 1989 auf 1432 Personen an. Der letzte Stellenplan der HA II vom 31. Dezember 1988 weist 1424 Mitarbeiter aus, darunter 123 Offiziere im besonderen Einsatz (OibE) und 114 Hauptamtliche Inoffizielle Mitarbeiter (HIM). Hinzu kamen 934 hauptamtliche Mitarbeiter in den Bezirksverwaltungen sowie einzelne Mitarbeiter auf Ebene der Kreisdienststellen. Zudem verfügte die HA II über etwa 3.500, die Abteilungen II der Bezirksverwaltungen über rund 4000 IM. Hinzu kamen weitere IM der Kreisdienststellen sowie 109 IM im Westen (Stand: 1976).
Ein sprunghafter Anstieg der Mitarbeiterzahlen lässt sich für die 1970er Jahre feststellen, in denen sich der Personalbestand mehr als vervierfachte. Dies lag vor allem an der gestiegenen Zahl westlicher Diplomaten und Journalisten in der Folge der diplomatischen Anerkennung der DDR. Daher konzentrierte sich der Mitarbeiterzuwachs auf Berlin als Hauptstadt der DDR. Der Mitarbeiteranstieg in den Bezirksverwaltungen fiel vergleichsweise moderat aus. Während 1972 noch zwei Drittel der Mitarbeiter der Spionageabwehr in den BV beschäftigt waren, drehte sich dieses Verhältnis bis 1982 um. Die 1989 personell am stärksten besetzte BV war Berlin mit 90 Mitarbeitern, der Personalbestand der anderen BV variierte zwischen 42 (Gera, Suhl) und 77 (Cottbus). In den 1980er Jahren führte der NATO-Doppelbeschluss und die damit vermutete Intensivierung der Spionagetätigkeit gegen das Militär der Warschauer-Pakt-Staaten zu einem weiteren personellen Anwachsen der Linie II.